# Ночные стражи (фильм, 2016)
«Ночные стражи» — российский научно-фэнтезийный супергеройский боевик, вышедший на экраны 25 августа 2016 года.

## Сюжет
Оборотни, упыри и ведьмы — существуют. Если вы до сих пор не сталкивались с ними, то это заслуга отдела по надзору за представителями альтернативной жизни (отдел «Н-Нежить»).
Обычный московский парень Паша, работающий курьером, случайно становится свидетелем зачистки нечисти в одном из столичных отелей, после чего получает новую работу в отделе «Н», который возглавляет обаятельный профессионал Игорь Гамаюн.
Сотрудники отдела не бессмертны, но даже вампирам они не по зубам.

## В ролях
- Иван Янковский — Павел Смольников
- Леонид Ярмольник — Игорь Гамаюн, майор отдела «Н»
- Любовь Аксёнова — Дана Локис, принцесса вампиров
- Сабина Ахмедова — Стефания Драко, вампир
- Михаил Евланов — Янкул
- Алексей Дмитриев — Михал Мурони, упырь
- Константин Адаев — Кирилл
- Кристина Бабушкина — Татьяна, сотрудница отдела «Н»
- Юрий Ваксман — Кондаков
- Екатерина Волкова — мама Паши
- Игорь Верник — леший
- Анастасия Цой — Ли Вэн
- Денис Бузин — портье

## Критика
Фильм получил отрицательные отзывы, согласно сайту Критиканство.